# Бленд (Колорадо)
Бленд (англ. Blende) — переписна місцевість (CDP) в США, в окрузі Пуебло штату Колорадо. Населення — 788 осіб (2020).

## Географія
Бленд розташований за координатами 38°15′11″ пн. ш. 104°33′58″ зх. д. / 38.25306° пн. ш. 104.56611° зх. д. (38.253014, -104.566116).  За даними Бюро перепису населення США в 2010 році переписна місцевість мала площу 3,67 км², з яких 3,49 км² — суходіл та 0,18 км² — водойми.

## Демографія
Згідно з переписом 2010 року, у переписній місцевості мешкало 878 осіб у 358 домогосподарствах у складі 242 родин. Густота населення становила 239 осіб/км².  Було 402 помешкання (110/км²).
Расовий склад населення:
| - 82,2 % — білих - 0,9 % — корінних американців - 0,8 % — чорних або афроамериканців - 0,8 % — азіатів - 11,6 % — осіб інших рас |

До двох чи більше рас належало 3,6 %. Частка іспаномовних становила 45,9 % від усіх жителів.
За віковим діапазоном населення розподілялося таким чином: 24,6 % — особи молодші 18 років, 56,4 % — особи у віці 18—64 років, 19,0 % — особи у віці 65 років та старші. Медіана віку мешканця становила 41,3 року. На 100 осіб жіночої статі у переписній місцевості припадало 99,1 чоловіків;  на 100 жінок у віці від 18 років та старших — 95,3 чоловіків також старших 18 років.
Середній дохід на одне домашнє господарство  становив 42 898 доларів США (медіана — 32 625), а середній дохід на одну сім'ю — 50 894 долари (медіана — 42 944). Медіана доходів становила 43 500 доларів для чоловіків та 41 042 долари для жінок. За межею бідності перебувало 28,9 % осіб, у тому числі 37,5 % дітей у віці до 18 років та 40,2 % осіб у віці 65 років та старших.
Цивільне працевлаштоване населення становило 298 осіб. Основні галузі зайнятості: освіта, охорона здоров'я та соціальна допомога — 35,9 %, виробництво — 17,8 %, публічна адміністрація — 9,7 %, мистецтво, розваги та відпочинок — 7,0 %.